# Valori dell'Europa
I valori dell'Europa sono quelle norme che i cittadini dell'Unione europea hanno in comune. Nello specifico, ci si può riferire sia ai precisi valori indicati all'inizio del Trattato sull'Unione europea (TUE, firmato nel 1992 ed emendato nel 2007 e successivamente), sia a quelli più generali che accomunano la civiltà del continente europeo.

## Valori ufficiali
I valori ufficiali dell'Europa (e dell'Unione europea in particolare) sono contenuti nell'art. 2 del Trattato sull'Unione europea (TUE):
- Rispetto per la dignità umana;
- Libertà;
- Democrazia;
- Uguaglianza sociale;
- Stato di diritto;
- Rispetto dei diritti umani, specialmente per chi appartiene alle minoranze etniche.

Tutte le nazioni che vogliono entrare e rimanere nell'Unione europea devono rispettare questi principi. I paesi che dovessero violarli, incorrerebbero nelle sanzioni indicate dall'art. 7 dello stesso trattato.

## Studi ulteriori
L'idea stessa dell'Europa (e dei suoi valori) è associata soprattutto in Francia ai valori dell'illuminismo e del repubblicanesimo. I "valori europei" come espressione inizia a imporsi negli anni '80 con la ripresa dell'integrazione europea (nel 1983 venne redatta la dichiarazione di Stoccarda, nel 1985 venne firmato l'accordo di Schengen, nel 1986-'87 l'atto unico europeo e nel 1988 l'Unione economica e monetaria europea generale).